# Slowakische Badminton-Mannschaftsmeisterschaft 2010
Die Slowakische Badminton-Mannschaftsmeisterschaft 2010 war die 17. Auflage der Teamtitelkämpfe in der Slowakei. Meister wurde BC Prešov.

## Endstand
| Platz | Team                       | Spiele | G U V  | Spielpunkte | Punkte |
| ----- | -------------------------- | ------ | ------ | ----------- | ------ |
| 1     | BC Prešov                  | 10     | 10 0 0 | 67:13       | 20     |
| 2     | Betpres Košice             | 10     | 6 2 2  | 53:27       | 14     |
| 3     | Spoje Bratislava           | 10     | 5 2 3  | 46:34       | 12     |
| 4     | CEVA Trenčín               | 10     | 2 4 4  | 33:47       | 8      |
|       |                            |        |        |             |        |
| 5     | BK MI Trenčín              | 10     | 4 3 3  | 40:40       | 11     |
| 6     | M-Šport Trenčín            | 10     | 3 4 3  | 38:42       | 10     |
| 7     | TJ Lokomotiva Košice       | 10     | 1 1 8  | 29:51       | 3      |
| 8     | Športovní Gymnazium Košice | 10     | 0 2 8  | 14:66       | 2      |